# Pousada de São Filipe
A Pousada de São Filipe situava-se no Forte de São Filipe, situado numa colina sobranceira à cidade de Setúbal com vista sobre esta e a barra do Sado.
Integrava a rede Pousadas de Portugal com a classificação de Pousada Histórica.
A Pousada fechou as portas a partir do dia 01 de novembro de 2014, devido aos problemas de estabilidade no Castelo de São Filipe.

## História do edifício
No interior deste forte do final do século XVI, mandado erguer por Filipe I, situava-se a Casa do Governador e outros edifícios militares.
Em 1868 um violento incêndio destruíu praticamente todas as estruturas interiores tendo-se salvado a pequena capela barroca existente no local, erguida no reinado de D. João V e integralmente revestida por azulejos da autoria de Policarpo de Oliveira Bernardes.
A área do Forte foi classificada como Monumento Nacional em 1933 (Dec. n.º 23 007, DG 196 de 30 Agosto 1933) e em 1962 foi estabelecida uma Zona Especial de Protecção em torno do monumento (DG 176 de 27 Julho 1962).
Em 1964 foi aprovado o projecto de adaptação a pousada dos edifícios da casa do governador e cadeia. As obras duraram um ano sendo a pousada inaugurada concluiram-se em 1965 com a inaugurada no ano seguinte.
O sismo ocorrido na região em 1969 provocou estragos importantes na fortaleza e nas instalações da Pousada tendo sido efectuadas obras de recuperação do monumento e da pousada em 1969 e 1970.

## A Pousada
Os 16 quartos com que a pousada contava tinham diferentes vistas: a suite e sete quartos possuem vista para o mar, outros cinco quartos localizam-se nas antigas celas e os três restantes tinham vista para o castelo.
Da sala de refeições do 1º andar era possível desfrutar de amplas vistas sobre o mar.

## Bibliografia

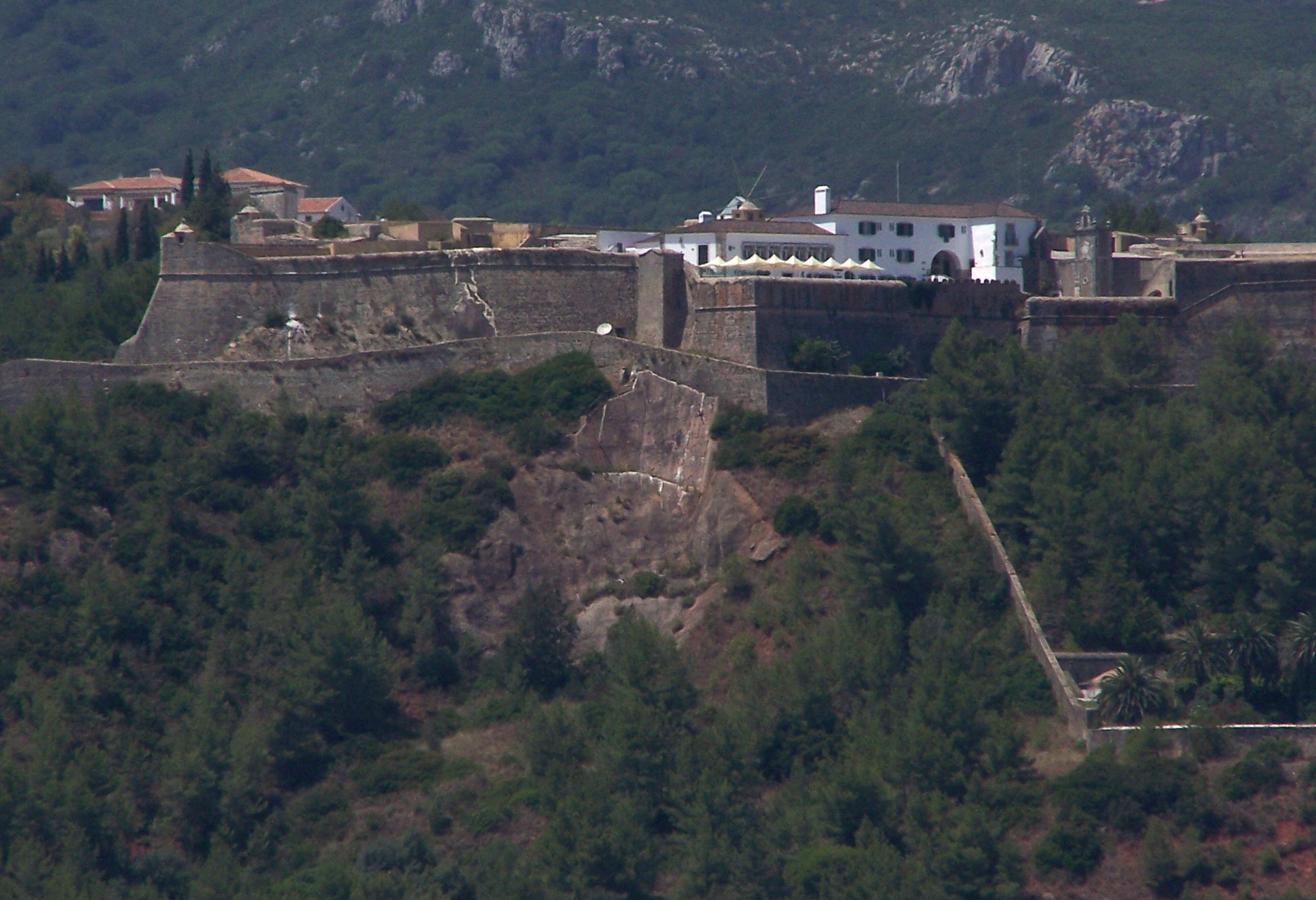
Fortaleza de S.Filipe, vista do Rio Sado com a Serra da Arrábida em fundo